# Tsjeremosj
De Tsjeremosj (Oekraïens: Черемош, Roemeens: Ceremuş) is een 167 km lange rivier in Oost-Europa, vrijwel geheel op Oekraïens grondgebied. Het is een zijrivier van de Proet en daarmee een onderdeel van het stroomgebied van de Donau. De Tsjeremosj zelf heeft een stroomgebied van 2560 km².
De Tsjeremosj heeft twee bronrivieren, die beide ontspringen in de Beskiden, het centrale gedeelte van de Karpaten. De westelijke tak is de Zwarte Tsjeremosj (Tsjornyi Tsjeremosj) en de oostelijke de Witte Tsjeremosj (Bilyi Tsjeremosj). De laatste ontspringt nog net op Roemeens grondgebied (district Suceava) en is 61 km lang. De Zwarte Tsjeremosj is wat langer, 87 km. Vanaf de samenvloeiing legt de rivier tot de Proet nog 80 km af, meestal in noordoostelijke richting.
De Tsjeremosj (resp. de Witte Tsjeremosj) is lange tijd grensrivier geweest. Tegenwoordig is het slechts de grens tussen de Oekraïense oblasten Tsjernivtsi en Ivano-Frankivsk. Eerder was het de grens tussen Galicië resp. Pokutië enerzijds en de Boekovina anderzijds en daarmee een grens tussen de Poolse en de Turkse invloedssfeer. De rivier was voor het laatst landsgrens in 1940 toen de oostkant Roemeens was (Ceremuş) en de westkant Pools (Czeremosz).
De voornaamste plaatsen aan de Tsjeremosj zijn Vyzjnytsja met het er tegenover gelegen Koety, en Vasjkivtsi.
- Library of Congress Control Number: sh86003885
- Nationale Bibliotheek van Israël: 987007553768705171
- Virtual International Authority File: 315128527